# Komplikation (klockor)
- Wiktionary har ett uppslag om komplikation.

Komplikation är en funktion på ett ur, utöver att visa timmar, minuter eller sekunder.
Enligt klocktillverkaren Patek Philippe så tillverkar de de mest komplicerade klockorna, med bland annat Calibre 89 som har 33 komplikationer.

## Exempel på komplikationer
- Fly-Back
- Heliumventil
- Kronograf, för att användas som stoppur
- Repeater
- Tachymeter
- Telemeter
- Tourbillon